# Мельбурнский центр нейропсихиатрии
Мельбурнский центр нейропсихиатрии (англ. Melbourne Neuropsychiatry Centre, MNC) - совместный научно-исследовательский центр при Мельбурнском университете (кафедра психиатрии) и подразделении организации Melbourne Health (North West Mental Health) в Австралии, занимающийся исследованиями в различных дисциплинах, в сотрудничестве с национальными и международными исследовательскими группами. Сотрудники центра изучают нейробиологию нейропсихиатрических заболеваний, а также ведут клинические исследования, направленные на проведение нейропсихиатрической экспертизы для предоставления услуг по охране психического здоровья.
MNC приобрёл международную репутацию в области распознавания и нейровизуализации при шизофрении, опубликовав несколько важных работ в известных международных научных журналах по психиатрии, неврологии и радиологии. MNC стремится помочь людям, страдающим от нейропсихиатрических расстройств, используя передовые научные исследования, позволяющие улучшить организацию и результаты лечения. Кроме того, учёные центра исследуют воздействия этих нарушений на головной мозг и возможность их предупреждения.
Цели MNC:
- совершенствование понимания природы психических расстройств и заболеваний головного мозга;
- повышение качества ухода за больными со сложными психическими расстройствами;
- использование специальных знаний и навыков в повседневной клинической практике;
- обеспечение нейропсихиатрической подготовки и обучения специалистов в области психического здоровья.

Нынешним научным директором MNC является профессор Христос Пантелис.

## Внешние ссылки
- Melbourne Neuropsychiatry Centre
- North West Mental Health